# Botón Tolón
Botón Tolón es un cuento infantil escrito por el autor uruguayo radicado en Argentina Constancio C. Vigil, cuya primera edición data de 1927.

## El personaje
Botón Tolón es un botón de color negro con características antromórficas ya que posee cuatro ojos, que son los mismos agujeros por donde es cosido a las prendas, así como también un cuerpo, brazos y piernas de alguna tela sin especificar. En algunas imágenes también se lo ve vestido con algunas prendas de vestir como gorros o bufandas.  
Es de origen europeo, y aunque su nacionalidad exacta no es especificada, el hecho de que el botón se llame "Tolón" hace suponer que es francés debido a que Tolón es una ciudad del departamento de Var, Francia. En la edición de 1927 se menciona que un muchachito que junta al botón de la calle y juega con él como si fuese una pelota, es quien lo llama por primera vez bajo el nombre de Botón Tolón aunque el protagonista no entiende el motivo.
Botón Tolón viaja en una caja con otros once botones a los que él mismo llama sus "hermanitos". Su característica más notoria a lo largo del cuento es su conciencia sobre la realidad, la capacidad de narrar los hechos que está viviendo y su autoidentificación con el personaje que lo porta.
Vigil escribiría asimismo durante 1927, una lectura acerca de un botón de iguales características, dentro del libro Marta y Jorge titulada "El botón", aunque sin especificar si se trata de Botón Tolón u otro.

## Argumento del cuento
Botón Tolón llega a Argentina en una caja desde Europa, junto a otros once botones a los que él llama sus "hermanitos".
Es separado del resto de los botones y cosido por primera vez al chaleco de un traje que pasará a manos de su primer dueño, el señor Firulete.
Por distintos motivos, ya sea porque el portador de la prenda se la desabrocha con suma violencia arrancándolo, porque el hilo que lo cose se deteriora o porque alguien regala la ropa que lo lleva, Botón Tolón pasa de un dueño a otro lo que hace que él viva nuevas experiencias o acontecimientos. 
La mayor parte del relato transcurre en distintos lugares de la ciudad de Buenos Aires, como el parque 3 de Febrero o la calle Florida; también en el barrio de Olivos en Vicente López.
Su último dueño es un niño al que apodan Cholito y cuya familia planea hacer un viaje por Europa, motivo de alegría del protagonista por el hecho de poder regresar a su patria y con la esperanza de reencontrarse con los demás botones.

## Los dueños de Botón Tolón a lo largo del relato
- El sastre es quién saca a Botón Tolón de la caja y lo cose a un chaleco de un traje
- Firulete, un hombre paranoico a los que los compañeros de trabajo suelen jugarle permanentemente bromas debido a su ingenuidad y su facilidad para alterarle el ánimo.
- Pedrín un joven de barrio, buscavidas multioficio, que recorre las calles en busca de cualquier trabajo que puedan ofrecerle.
- Nicolás un joven cadete de una panadería y confitería que tiene cierta debilidad por todo tipo de dulces y pastelería.
- Pepe, chofer y asistente del señor Hollín, un mecánico e inventor de un automóvil llamado "Relámpago" que funciona solo con agua como combustible.
- Perico, un viejo pescador ya retirado del oficio que vive en las inmediaciones del Río de La Plata en el barrio de Olivos.
- Arturo, un joven líder de una pandilla que suele disfrutar elaborando bromas de todo tipo.
- Siete Chalecos, un mendigo que recolecta ropa vieja para donárselas a los habitantes de los arrabales más necesitados.
- Misericordia un títere de un pequeño teatro de títeres famoso por castigar a los otros muñecos con un palo.
- Cholito, un niño que vive en las cercanías del parque 3 de febrero de Buenos Aires. Es el último dueño de Botón Tolón.[8][3]

## El ambiente realista

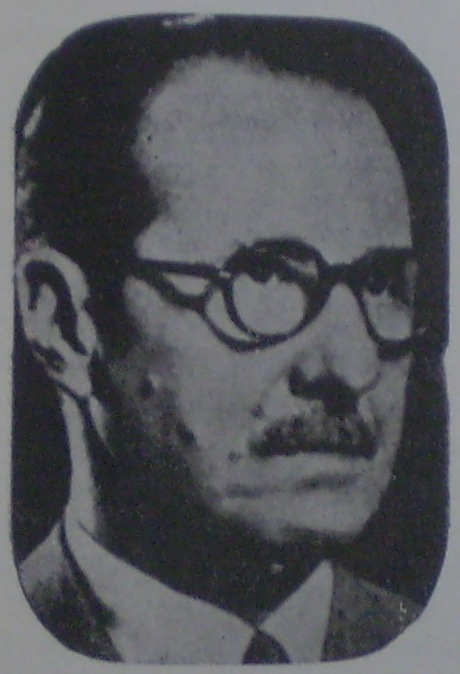
Constancio C. Vigil, autor de "Botón Tolón"

Más allá de ser Botón Tolón un cuento de ficción, el autor desarrolla la acción de los personajes del relato, dentro de un ambiente realista típico de la ciudad de Buenos Aires y sus alrededores. En Botón Tolón están presente diversos ambientes sociales como los barrios céntricos de Buenos Aires, la calle Florida, el arrabal,  los asentamientos informales junto a otros elementos como la puesta en escena de los teatros de títeres en las plazas, los oficios desarrollados por los personajes haciendo alusión a los changarines,  los pescadores, los buscavidas etc.  

## Ediciones
Las distintas ediciones del libro Botón Tolón tuvieron distintos ilustradores como Araceli, Sara Conti "Chacha" y Federico Ribas.
La primera  1927 con ilustraciones de Aracelli de 10.000 ejemplares 
La segunda edición 1946 de 10.000 ejemplares.
La tercera edición 1948 de 20.000 ejemplares 
La cuarta edición 1951 de 48.000 ejemplares
La quinta edición 1959 de 50.000 ejemplares

## Diferencias argumentales
La primera edición del libro de 1927 presentaba algunas diferencias argumentales con respecto a la segunda edición de 1946, siendo esta última la versión más conocida del cuento y la que se repitiera en las próximas entregas a lo largo de los años. En la versión original de Vigil, mientras que algunos personajes como Arturo, Siete Chalecos o Misericordia no son mencionados, por otro lado se profundizaba aún más en la descripción de los lugares donde transcurre la acción y de los coprotagonistas y sus historias de vida, incluso apareciendo otros personajes que dejarían de figurar en las subsiguientes ediciones como el matrimonio Mosten o el Sapo Huevero, una figura secundaria que incursionaría en varios cuentos de Vigil como el de la Hormiguita Viajera o Los Chancín.  Allí se explica entre otras cosas, el origen del nombre del protagonista.
Perico el pescador, quien figura en todas las versiones del cuento, tiene un rol y tratamiento algo diferente en la primera entrega con respecto al resto de las mismas. Éste es presentado como un pescador holgazán que se dedica a navegar en un bote venido a menos, en compañía de su amigo Tomás, para luego arrojar en el río sus redes y poder vender el pescado fresco o consumirlo ellos mismos, y,que pronto abandona su oficio para vivir de la caridad aprovechándose de la buena voluntad de una anciana que cada mediodía lo invitaba a almorzar en su casa. Perico termina deambulando por las calles y cuando Botón Tolón se cae del chaleco en el que está cosido, Perico lo desprecia comparándolo con un piojo. En las siguientes versiones, el origen de Perico es similar, aunque no se mencionan ni a su amigo Tomás ni la anciana caritativa, haciéndose hincapié en los relatos fantasiosos que Perico suele narrar a los jóvenes que atentamente escuchan sus aventuras imaginarias de la pesca, los cuales tras percatarse de las mentiras del ex pescador, proceden a jugarle una serie de bromas, poniendo en su camino una y otra vez esqueletos de pescados al punto de que Perico supersticiosamente llega a creer que, de tanto jactarse de ser pescador, los pescados iban a buscarlo a todos lados donde iba. Finalmente Perico se redimía y volvía a llevar una vida decente.
Perico el pescador, al igual que otros caracteres secundarios de los cuentos de Vigil, llegó a publicarse como un cuento corto de 16 páginas de forma independiente.